# Sigismundite
La sigismundite è un minerale del gruppo dell'arrojadite. Nel 2005 era stata rinominata dall'Associazione Mineralogica Internazionale (IMA) come arrojadite-(BaFe), ma nel 2022 è stato ripristinato il nome originario, dedicato a Pietro Sigismund, un collezionista di minerali originario della Valtellina (Italia).